# Manikæisme
Manikæisme er betegnelsen på en dualistisk religion med gnostiske træk - grundlagt af Mani (ca. 216–276) omkring år 240 - som på den tid blev en verdensreligion med udbredelse fra Kina til Nordafrika. Ved at være en skriftreligion med syv bøger med forskellige titler, gjorde manikæismen fordring på at fuldende buddhismen, zoroastrismen og kristendommen, samt dele af jødedommen.

## Lys og mørke: manikæisk dualisme
På sine rejser kom Mani i kontakt med forskellige religioner og erklærede sig selv for et sendebud fra Gud, ligesom tidligere Buddha var blevet sendt til Indien, Zarathustra til Persien og Jesus til vesterlandene. Mani regnede sig dog som større end disse, fordi de optrådte lokalt og begrænsede sig til ét sprog. Han anså sig som den sidste i en lang række af profeter, regnet fra Adam til Jesus, og som et sendebud med et universelt budskab, der skulle erstatte alle andre, eksisterende religioner. For at undgå forvanskninger og sikre en enhedlig doktrin, sørgede han for at få læren nedskrevet i sin levetid og givet kanonisk status. Han opmuntrede oversættelser og organiserede en omfattende missionsvirksomhed. I 300-tallet nåede bevægelsen sit højdepunkt i Vesten med kirker i Spanien og det sydlige Gallien. 
Den Jesus, jøderne havde korsfæstet, var ifølge Mani kun en djævel. Den sande Jesus optrådte i et skinlegeme og kunne ikke dø. Han var blevet sendt til verden af lysguden for at lære menneskeheden forskellen mellem lys og mørke. Ifølge manikæismen danner lys og mørke to adskilte riger, der uden oprindelse har eksisteret ved siden af hinanden inden verden dannedes, men skarpt adskilt. Så angreb mørket lyset og slugte en del af det, som derfor må befries, så de to riger igen kan holdes adskilt. Menneskene er – som verden omkring dem – en blanding af lys og mørke. Lysdelene må derfor udfries fra mørket og forenes med det evige lys, og det vil lykkes ved at følge Jesu ord og Manis lære. 
De to riger har ensdannede strukturer. "Storhedens Fader" er konge over lysets rige (jf. himmelriget), men er samtidig helt identisk med dette lysrige. Også mørkets rige har en konge (jf. helvede).
Urmennesket nedstammer fra en oprindelig krig mellem "Storhedens Fader" og kongen over mørkets rige. Adam og Eva var skinbilleder skabt af mørket, men alle efterfølgere, menneskene, indeholder også lyspartikler, og Jesus, lysglansen, sendtes ud for at påminde menneskene om dette. Som apostle regnes også Noa, Enok, Sem, Abraham, Buddha og Zarathustra.

## Oprindelse, udbredelse og opløsning
Mani voksede op i Babylonien i en elkesaitisk miljø.  Efter to visioner følte han sig omkring 240 kaldet til at udvikle sin egen gnostiske lære. Han tog til Indien og underviste efter sin hjemkomst i Iran og Babylonien. Ligesom hos de øvrige gnostikere medførte manikæernes dualisme en asketisk livsstil. En "fuldkommen" manikæer afstod fra at arbejde og fra at gifte sig. Han afstod fra kød og vin og spiste kun planteføde, som de ikke-fuldkomne manikæere, "tilhørerne", tilberedte. De parsiske præster startede en forfølgelse af manikæerne og fik Mani henrettet.
Hans lære blev alligevel spredt vidt omkring; østpå knyttede den sig nærmere til Zarathustras lære, mens den i Vesten tilpassede sig kristendommen ved at fremhæve Jesus (i stedet for Mani) som den højeste religiøse autoritet. I Europa blev den en konkurrent til den unge kristendom, og kirkefaderen Augustin var "tilhører" i ni år. Han blev vundet for Manis lære, fordi den hævdede at bringe den sande kristendom, men i modsætning til kirken ikke krævede blind autoritetstro. Derimod tilbød den en begrundet erkendelse. Dens forkastelse af Det gamle testamente tiltalte også Augustin, som ikke fæstede lid til historier om Guds legemlighed; men da han aldrig fik den rationelle forklaring, han var blevet lovet, tog han til sidste afstand fra Manis "uhyre fabler og lange løgne". Trods vedvarende forfølgelser holdt manikæismen sig alligevel frem til middelalderen, hvor albigenserne dukkede op.  Selv kaldte de sig katarer, som er ophav til ordet kætter. 

## Eksterne henvisnnger
- Wikimedia Commons har flere filer relateret til Manikæisme
- "Andre senantikke religioner – især manikæisme" fra Patristik.dk, bibliografi af Holger Villadsen.
- "Chester Beatty-bibliotekets manikæiske papyri" Arkiveret 7. januar 2012 hos  Wayback Machine af Søren Giversen, fra Tidsskrift.dk "Fund og Forskning", Bind 27 (1984 – 1985)
- Om Kølner Mani-codex, en miniature papyrus-codex på ca. 3,5 x 4,5 cm: Kölner Mani-Kodex (tysk) – Cologne Mani-Codex (engelsk)
- Manikæisme i Den Store Danske på Lex.dk